# Званне
Званне (рос. Званное) — село в Глушковському районі Курської області Російської Федерації.
Населення становить 1838 осіб. Входить до складу муніципального утворення Званівська сільрада.

## Історія
Дата заснування - 1656 рік
Населений пункт розташований на території українського етнічного та культурного краю Східна Слобожанщина.
Від 2004 року входить до складу муніципального утворення Званівська сільрада.

## Населення
| 2002 | 2010  |
| ---- | ----- |
| 2172 | ↘1838 |

## Уродженці
- Мурашко Михайло Володимирович (1987—2023) — солдат Збройних сил України, учасник російсько-української війни.